# Micou Point
Der Micou Point ist eine Landspitze an der Westküste der antarktischen Ross-Insel. Sie liegt 11 km nordöstlich des Kap Royds und markiert das nördliche Ende der Maumee Bight in der Wohlschlag Bay.
Das Advisory Committee on Antarctic Names benannte sie im Jahr 1993 nach Petty Officer Benjamin W. Micou (1957–1992) von der United States Navy, der am 13. Oktober 1992 beim Absturz eines Hubschraubers nahe dieser Landspitze ums Leben gekommen war.